# Pseudasellodes
Pseudasellodes is een geslacht van vlinders van de familie spanners (Geometridae), uit de onderfamilie Sterrhinae.

## Soorten
- P. bivitraria Prout, 1936
- P. constellata Warren, 1911
- P. fenestraria Guenée, 1858
- P. hebetior Warren, 1906
- P. lacunata Dognin, 1906
- P. laternaria Guenée, 1858
- P. nigrofasciaria Herrich-Schäffer, 1879
- P. platygymna Prout, 1932
- P. vitraria Schaus, 1901